# Club de Deportes Quilicura
Club de Deportes Quilicura är en fotbollsklubb från kommunen Quilicura i huvudstaden Santiago i Chile. Klubben grundades den 1 december 1999 och debuterade 2000 i den fjärde högsta divisionen (nuvarande Tercera B) och gick upp till den tredje högsta divisionen inför 2003 och åkte ur igen inför 2009 men gick upp direkt igen. Klubben spelar på Estadio Municipal de Quilicura som tar ungefär 2 000 personer vid fullsatt.